# Ryotaro Azuma
Ryōtarō Azuma (東 龍太郎, Azuma Ryōtarō) (16 de janeiro de 1893 - 26 de maio de 1983) foi um físico e político japonês, sendo governador de Tóquio de 1958 a 1967. Em 1950 Azuma se tornou membro do Comitê Olímpico Internacional (COI).

## Educação
Azuma nasceu em Osaka, e frequentou a Universidade Imperial de Tóquio e a Universidade de Londres, especializando-se em físico-química e fisiologia.

## Carreira
Ele serviu na Marinha Imperial Japonesa durante a Segunda Guerra Mundial. Com o fim da guerra,  assumiu um cargo no Ministério da Saúde. Posteriormente se tornou chefe da Universidade de Ibaraki. Na década de 1950, ele atuou como chefe do Comitê Olímpico Japonês e desempenhou um papel importante na realização dos Jogos Olímpicos de Verão de 1964, em Tóquio.
Em 1959, Azuma foi indicado como candidato do Partido Liberal Democrático para a eleição de governador de Tóquio. Ele derrotou o candidato socialista Hachirō Arita, e assumiu o cargo em 27 de abril. Seu legado como governador envolve as melhorias na cidade de Tóquio antes e durante as Olimpíadas de Verão de 1964, além de assuntos relacionados à poluição e questões administrativas.

## Vida pessoal
Em 1919, se casou com Teruko, filha de Yamakawa Kenjirō.
Ele está enterrado no Cemitério Tama Reien, em Fuchū.